# Kirkby Shoal
Kirkby Shoal ist eine kleine Untiefe vor der Budd-Küste des ostantarktischen Wilkeslands. Sie liegt in rund 18 m Wassertiefe in einer Entfernung von 250 m nordwestlich des Stonehocker Point auf der Clark-Halbinsel.
Eine Mannschaft der Australian National Antarctic Research Expeditions unter der Leitung des Hydrographen D’Arcy Thomas Gale (1911–1973) kartierte sie 1962 im Zuge von Vermessungen der Newcomb Bay. Namensgeber ist der australische Geodät Sydney Lorrimar Kirkby (1933–2024), der an diesen Vermessungen beteiligt war.